# Die Flasche
Die Flasche ist ein Märchen. Es steht in den Irischen Elfenmärchen der Brüder Grimm an Stelle 9, die sie 1825 aus Fairy legends and traditions of the South of Ireland von Thomas Crofton Croker übersetzten.

## Inhalt
Der arme Michael Purcell treibt seine letzte Kuh zum Verkauf nach Cork. Auf dem Berg, der heute Bottle Hill (Flaschenberg) heißt, bietet ihm ein unheimliches altes Männchen für die Kuh eine Flasche, die ihn reich machen wird. Michael nimmt schließlich an, übersteht daheim ruhig die Schelte seiner Frau, lässt sie kehren und ein Tischtuch auflegen und spricht „Flasche, tue deine Schuldigkeit!“ Da decken zwei winzige Lichtgestalten Speisen und teures Geschirr auf. Bald wird Michael reich. Schließlich drängt ihn der Gutsherr, sein Geheimnis zu verraten und erwirbt die Flasche im Tausch für Ländereien. Michael meint sich reich genug, doch das Geld wird verschleudert, bis er wieder die letzte Kuh nach Cork treiben muss. Er erhält eine neue Flasche, eilt zum Haus des Gutsherren und schreit den Spruch. Zwei Große Männer erscheinen und verprügeln den Gutsherren und alle die im Haus sind. Damit holt sich Michael seine alte Flasche vom Gutsherrn zurück, und er und seine Frau werden wieder reich. Nach langem Leben zerbrechen die Flaschen bei der Leichenfeier, weil Diener in Streit geraten.

## Anmerkung
Nach Grimm: Der Flaschenberg ist eine trostlose Strecke zwischen Cork und Mallow. Man sieht dort die Ruinen von Mourne Abbey, deren Mauern von Schatzsuchern untergraben werden. Es folgen Berichte vom walisischen Volksglauben über Berggeister. Sie vergleichen KHM 36 Tischlein deck dich!.
Ähnlich ist 1852 Fläschlein, thu deine Pflicht! in Ernst Heinrich Meiers Deutsche Volksmärchen aus Schwaben, Nr. 22, das Meier in Lustnau verortet. Der Sage nach habe Paracelsus das Fläschchen entdeckt. Meier nennt neben KHM 36 noch KHM 54 Der Ranzen, das Hütlein und das Hörnlein, KHM 99 Der Geist im Glas, Basiles Der wilde Mann, norwegisch bei Asbjörnsen und Moe I, Nr. 7 „von dem Burschen, der zu dem Nordwind gieng und das Mehl zurückforderte“, walachisch bei Schott Nr. 20 „die Wundergaben“, Aladin.